# Suzanna Love
 (octobre 2024).
Si vous disposez d'ouvrages ou d'articles de référence ou si vous connaissez des sites web de qualité traitant du thème abordé ici, merci de compléter l'article en donnant les références utiles à sa vérifiabilité et en les liant à la section « Notes et références ».
Suzanna Love, née en 1950, est une actrice et scénariste américaine. Elle est connue pour sa collaboration avec Ulli Lommel à travers plusieurs films, pendant les années 1980.

## Biographie
Son père, Kenneth Love, était correspondant pour le New York Times.
Après avoir abandonné l’université après sa deuxième année d’études, elle a déménagé à Londres et, pendant une brève période, est devenue accro à l’héroïne. Après être devenue sobre, elle est retournée aux États-Unis et a décidé de se lancer dans une carrière d’actrice.
Après être apparue comme figurante dans Hair (1979) sous le nom de scène Suki Love, elle a auditionné pour le réalisateur Ulli Lommel pour le film d’horreur, Spectre (1980). Elle a par la suite entamé une relation amoureuse et professionnelle avec le réalisateur (ils ont été mariés de 1979 à 1987). Suzanna Love a joué et co-écrit plusieurs des films de Lommel tout au long des années 1980, en commençant par Cocaïne Cowboys (1979), suivi de Blank Generation et Spectre (tous deux sortis en 1980). Dans Spectre, elle a partagé la vedette aux côtés de son frère, Nicholas, qui a incarné le frère de son personnage dans le film.
Par la suite, elle est apparue dans quatre des films de Lommel : le thriller psychologique Olivia ; le film de science-fiction BrainWaves. Elle a également tourné aux côtés de Donald Pleasence  film d’horreur surnaturel The Devonsville Terror, dont elle a co-écrit le scénario avec Lommel.
Elle met un terme à sa carrière d'actrice en 1991.

## Filmographie

### Cinéma
- 1979 : Hair
- 1979 : Cocaïne Cowboys : Lucy
- 1980 : Spectre (The Boogeyman) : Lacey
- 1980 : Blank Generation : Lizzy
- 1982 : BranWaves : Kaylie Bedford
- 1983 : Olivia : Olivia
- 1983 : Revenge of the Boogeyman : Lacey
- 1983 : The Devonsville Terror : Jenny Scanlon
- 1984 : Strangers in Paradise : Sukey
- 1986 : À la poursuite de la pierre sacrée (Revenge of the Stolen Stars) : Kelly
- 1991 : A Smile in the Dark